# 아무도 모르게
"아무도 모르게"는 1970년에 개봉한 대한민국의 영화이다.

## 캐스팅
- 오유경
- 노주현
- 최인숙
- 이낙훈
- 정혜선
- 최불암
- 이묵원
- 최은정
- 권오상
- 윤일주
- 임운학
- 석운아
- 김지영
- 양춘
- 김경란
- 지계순
- 복혜숙
- 성소민
- 박상익
- 전숙
- 정미경
- 최영후